# Utrechts snabbspårväg
Utrechts snabbspårväg (nederländska: Utrechtse sneltram) är en snabbspårväg i provinsen Utrecht i Nederländerna. Den har spårvidden 1 435 mm (normalspår) och är dubbelspårig. 
Spårväglinjen 60 och 61 går mellan centrala Utrecht och de närliggande orterna Nieuwegein respektive IJsselstein. Banlängden är 20,7 km. Den första bansträckan invigdes 17 december 1983. I december 2019 öppnade nya linje 22 mellan centralstationen och Universitetet.
Tidigare kördes trafiken av Connexxion, men i oktober 2010 tilldelades Qbuzz rätten att köra från december 2011.
I mars 2019 inträffade ett skottdrama i en av spårvagnarna.

### Fotnoter
1. ↑  ”Qbuzz wins Utrecht sneltram concession” (på engelska). Railway Gazette. https://www.railwaygazette.com/qbuzz-wins-utrecht-sneltram-concession/35416.article. Läst 18 mars 2019.
2. ↑  ”Tredje person gripen efter spårvagnsskjutningen” (på svenska). Dagens nyheter. 18 mars 2019. https://www.dn.se/nyheter/varlden/flera-ska-ha-skadats-i-skjutning-i-nederlanderna/. Läst 18 mars 2019.